# Pablo Giorgelli
 (février 2017).
Si vous disposez d'ouvrages ou d'articles de référence ou si vous connaissez des sites web de qualité traitant du thème abordé ici, merci de compléter l'article en donnant les références utiles à sa vérifiabilité et en les liant à la section « Notes et références ».
Pablo Giorgelli, parfois écrit Pablo Georgelli, est un monteur, scénariste et réalisateur argentin, né en 1967 à Buenos Aires. Après des études de cinéma, il est monteur sur trois films à partir de Moebius en 1996. Son premier long-métrage en tant que réalisateur, Les Acacias, obtient la Caméra d'or lors du Festival de Cannes 2011 et une trentaine de prix internationaux. Il travaille actuellement sur le film Invisible.

## Filmographie

### Réalisateur et scénariste
- 1993 : El último sueño, court-métrage documentaire
- 2011 : Les Acacias
- 2012 : Reencuentro, court-métrage

### Monteur
- 1996 : Moebius de Gustavo Mosquera R.
- 2001 : Sólo por hoy d'Ariel Rotter
- 2002 : Natural de Marcelo Mangone